# Art Van Damme
Art Van Damme (9. april 1920 – 15. februar 2010) var en amerikansk jazzmusiker af belgisk afstamning, der spillede på harmonika.

## Biografi
Art Van Damme blev født 9. april 1920 i Norway, Michigan. I 1934 flyttede familien til Chicago. Han begyndte at tage klaverlektioner i en alder af 9 år og fik undervisning i klassisk musik inden han opdagede jazzmusikken som teenager inspireret af Benny Goodman.
Da han var 14 år turnerede han på vestkysten af USA, og studerede ved Andy Rizzo i Chicago. I 1941 blev han ansat ved Ben Bernie's band som harmonikaspiller. Fra 1945 til 1960 arbejdede han for NBC, hvor han spillede til programmer som The Dinah Shore Show, Tonight, The Dave Garroway Show og andre radio- og tv-programmer med Dave Garroway. Der blev lavet i alt 130 episoder af 15 minutters varighed af The Art Van Damme Show til NBC Radio.
Han turnerede i både Europa, Rusland og New Zealand og var populær blandt jazz-fans i Japan. Desuden vandt han flere gange Down Beats nationale afstemning for læserne inden for sit instrument.
Sammen med Myron Floren og Dick Contino - to andre harmonikalegender - blev han i 2005 hædret i Las Vegas ved en harmonika-festival, og det følgende år var han æresgæst ved Accordions International 2006 i Caister-on-Sea i Storbritannien.
Han blev gift, og havde tre børn og seks børnebørn.
Efter han gik på pension flyttede han til Roseville i Californien, hvor han fortsatte med at optræde næsten lige indtil sin død. Efter at have været syg med lungebetændelse i flere uger døde han d 15. februar 2010. Han blev efterfølgende begravet d. 20. februar i St. Clare’s Catholic Church i Roseville.

## Diskografi
- The Art Of Van Damme (Phillips, B 07189)
- Pa Kungliga Djurgarden (Pi, PLP 005)
- Lover Man (Pickwick, SPC 3009)
- By Request (Sonic Arts Digital, LS12)
- Art & Liza (Svenska Media AB, SMTE 5003)
- Cocktail Capers (Capitol, H178)
- More Cocktail Capers (Capitol, T300)
- More Cocktail Capers (Capitol, H30) 0 (10")
- The Van Damme Sound (Columbia, CL-544)
- They're Playing Our Song (Columbia, CL-1227)
- Everything's Coming Up Music (Columbia, CL-1382/CS-8177)
- House Party (Columbia, CL-2585)
- Music For Lovers Harmony (Columbia, HS 11239)
- Many Mood Of Art (BASF, MC 25113)
- Star Spangled Rhythm (BASF, MC 25157) (Doppelset)
- State Of Art (MPS, 841 413 2)
- 1953 Martini Time (Columbia, CL-630)
- 1956 Manhattan Time (Columbia, CL-801)
- 1956 Art Van Damme & Miss Frances Bergen (Columbia, CL873
- 1956 The Art Of Van Damme (Columbia, CL-876)
- 1960 Accordion a la Mode (Columbia, CL-1563/CS-8363)
- 1961 Art Van Damme Swings Sweetly (Columbia, CL-1794/CS 8594)
- 1962 A Perfect Match (Columbia, CL-2013/CS-8813)
- 1964 Septet (Columbia, CS-8992)
- 1966 With Art Van Damme in San Francisco (MPS 15073)(SABA SB 15073 ST)
- 1967 The Gentle Art of Art (MPS 15114)
- 1967 Ecstasy (MPS 15115)(SABA, SB 15115 ST)
- 1968 Art In The Black Forest (MPS, MPS 15172)
- 1968 Lullaby In Rhythm (MPS, MPS 15 171)
- 1969 On The Road (MPS, MPS 15235)
- 1969 Art & Four Brothers (MPS, MPS 15236)
- 1970 Blue World (MPS 15277)(Pausa, PR 7027)
- 1970 Keep Going (MPS 15278)(Pausa, PR 7104)
- 1972 Squeezin' Art & Tender Flutes (MPS 15372)(Pausa, PR 7126)
- 1972 The Many Moods of Art
- 1973 Star Spangled Rhythm
- 1973 Invitation
- 1973/1979 Art van Damme with Strings (MPS 15412)
- 1983 Art Van Damme & Friends (Pausa, PR 7151)
- 1995 Two Originals - Keep Going/Blue World
- 1998 Van Damme Sound/Martini Time (Collectables CD)
- 1999 Once Over Lightly/Manhattan Time (Collectables CD)
- 2000 State of Art (MPS 8414132)
- 2000 Accordion à la Mode/A Perfect Match
- 2006 Swinging The Accordion On MPS